# نیکی جنینگز
نیکی جنینگز (انگلیسی: Nicky Jennings; ۱۸ ژانویهٔ ۱۹۴۶ – ۴ ژوئن ۲۰۱۶) بازیکن فوتبال اهل بریتانیا بود.
از باشگاه‌هایی که در آن بازی کرده‌است می‌توان به باشگاه فوتبال پلیموث آرگیل، باشگاه فوتبال پورتسموث، و باشگاه فوتبال اکستر سیتی اشاره کرد.